# Фрутвейл (Техас)
Фрутвейл (англ. Fruitvale) — місто (англ. city) в США, в окрузі Ван-Зандт штату Техас. Населення — 476 осіб (2020).

## Географія
Фрутвейл розташований за координатами 32°41′3″ пн. ш. 95°48′13″ зх. д. / 32.68417° пн. ш. 95.80361° зх. д. (32.684200, -95.803734).  За даними Бюро перепису населення США в 2010 році місто мало площу 4,94 км², з яких 4,91 км² — суходіл та 0,03 км² — водойми.

## Демографія
Згідно з переписом 2010 року, у місті мешкало 408 осіб у 164 домогосподарствах у складі 109 родин. Густота населення становила 83 особи/км².  Було 183 помешкання (37/км²).
Расовий склад населення:
| - 92,4 % — білих - 1,2 % — корінних американців - 6,4 % — осіб інших рас |

До двох чи більше рас належало 0,0 %. Частка іспаномовних становила 10,0 % від усіх жителів.
За віковим діапазоном населення розподілялося таким чином: 24,8 % — особи молодші 18 років, 59,5 % — особи у віці 18—64 років, 15,7 % — особи у віці 65 років та старші. Медіана віку мешканця становила 40,8 року. На 100 осіб жіночої статі у місті припадало 89,8 чоловіків;  на 100 жінок у віці від 18 років та старших — 86,1 чоловіків також старших 18 років.
Середній дохід на одне домашнє господарство  становив 46 346 доларів США (медіана — 32 292), а середній дохід на одну сім'ю — 52 686 доларів (медіана — 50 625). Медіана доходів становила 59 375 доларів для чоловіків та 23 333 долари для жінок. За межею бідності перебувало 29,5 % осіб, у тому числі 29,3 % дітей у віці до 18 років та 0,0 % осіб у віці 65 років та старших.
Цивільне працевлаштоване населення становило 174 особи. Основні галузі зайнятості: освіта, охорона здоров'я та соціальна допомога — 22,4 %, виробництво — 19,0 %, транспорт — 10,9 %, мистецтво, розваги та відпочинок — 8,6 %.